# 50 років членства України в ЮНЕСКО (монета)
«50 ро́ків чле́нства Украї́ни в ЮНЕ́СКО» — ювілейна монета номіналом 5 гривень, випущена Національним банком України, присвячена 50-річчю набуття Україною статусу постійного члена Організації Об'єднаних Націй з питань науки і культури (ЮНЕСКО).
Монету введено до обігу 12 травня 2004 року. Вона належить до серії «Інші монети».

## Опис та характеристики монети
| Номінал грн. | Метал                                | Маса, грам | Діаметр, мм. | Якість виготовлення | Гурт     | Тираж, штук |
| ------------ | ------------------------------------ | ---------- | ------------ | ------------------- | -------- | ----------- |
| 5            | біметалева із недорогоцінних металів | 9,4        | 28           | звичайна            | рифлений | 50 000      |

### Аверс
На аверсі монети розміщено: у внутрішньому колі на тлі стилізованого орнаменту малий Державний Герб України, над яким  — рік карбування монети «2004»; у зовнішньому  — написи: «УКРАЇНА», «5», «ГРИВЕНЬ» та логотип Монетного двору Національного банку України.

### Реверс

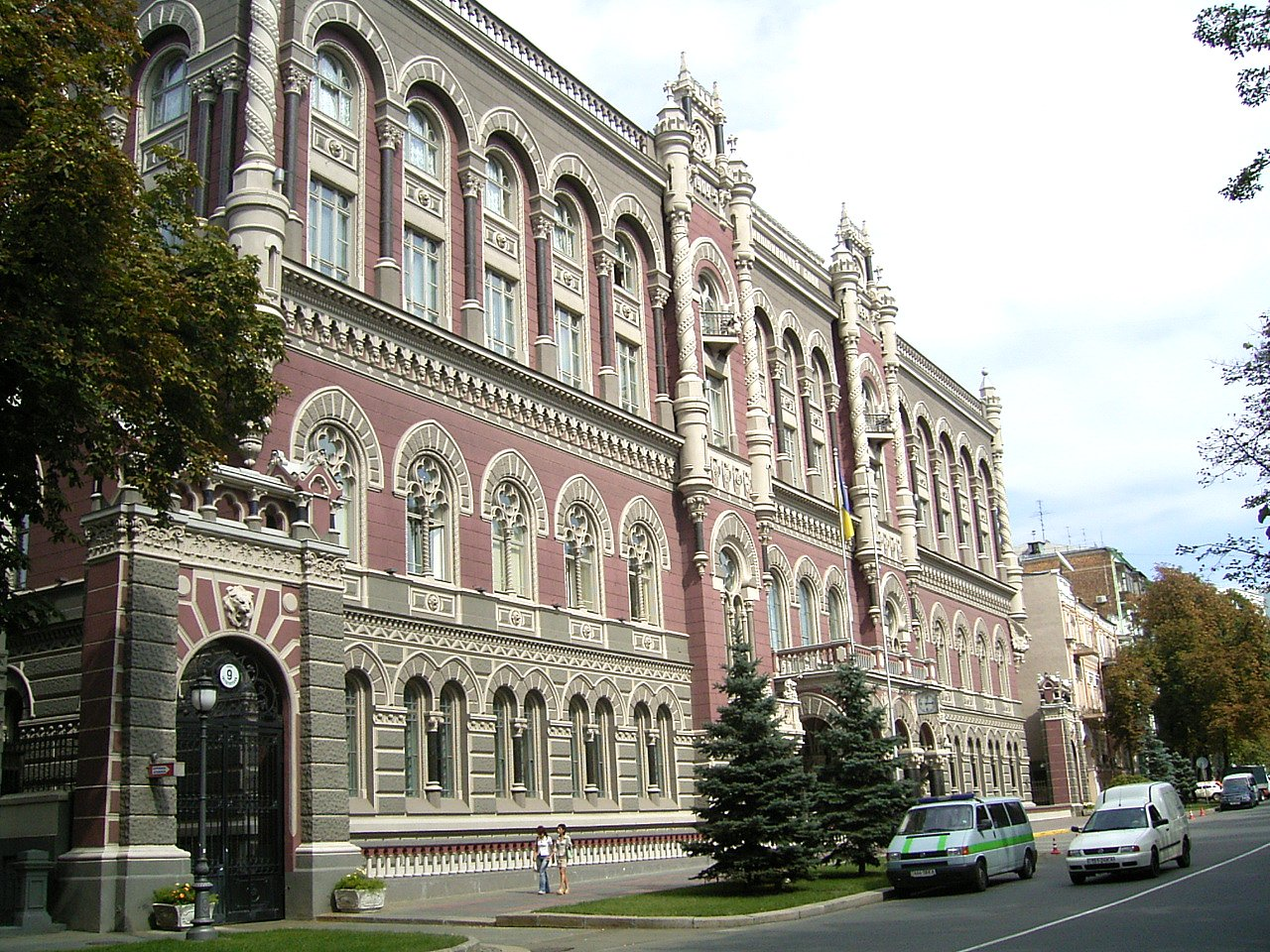
Будівля Національного банку України

На реверсі монети у внутрішньому колі на тлі стилізованого орнаменту зображено логотип з написом «UNESCO»; у зовнішньому  — розміщено написи: «50 РОКІВ УКРАЇНИ В ЮНЕСКО», «50 YEARS OF UKRAINE IN UNESCO».

## Автори
- Художник — Іваненко Святослав.
- Скульптор — Іваненко Святослав.

## Вартість монети
Під час введення монети в обіг 2004 року, Національний банк України розповсюджував монету через свої філії за номінальною вартістю — 5 гривень.
Фактична приблизна вартість монети, з роками змінювалася так:
| Рік        | 2010 | 2011 | 2012 | 2013 | 2014 | 2015 | 2016 | 2017 | 2018 | 2019 | 2020 | 2021 | 2022 | 2023 | 2024 | 2025 |
| ---------- | ---- | ---- | ---- | ---- | ---- | ---- | ---- | ---- | ---- | ---- | ---- | ---- | ---- | ---- | ---- | ---- |
| Ціна, грн. | 45   | 45   | 45   | 45   | 45   | 50   | 55   | 60   | 75   | 80   | 80   | 85   | 90   | 300  | 280  | 300  |